# Sahulbuskgök
Sahulbuskgök (Cacomantis variolosus) är en fågel i familjen gökar inom ordningen gökfåglar.

## Utseende och läte
Sahulbuskgök är en medelstor gök med varmt beige på bröst och buk. Runt ögat syns en grå ögonring och stjärten är kraftigt tvärbandad. Avsaknad av gul ögonring skiljer den från solfjädersbuskgök. Den liknar även sorgbuskgöken, men denna är mycket mer färgglad. Lätet är ett ofta avgiven serie med åtskilda visslingar som faller i tonhöjd och hastighet. Även ett anmärkningsvärt läte som på engelska återges "brain-fever-bird" kan höras, som upprepas snabbare och snabbare.

## Utbredning och systematik
Sahulbuskgökens relation till sina närmaste släktingar har varit omtvistad. IOC delar in den i åtta underarter med följande utbredning:
- Cacomantis variolosus major – förekommer i norra Moluckerna (Morotai till Obi)
- Cacomantis variolosus tymbonomus – förekommer i östra Små Sundaöarna (Rote, Timor och Wetar)
- Cacomantis variolosus infaustus – förekommer på Nya Guinea och de flesta av dess satellitöar.
- Cacomantis variolosus obscuratus – förekommer på Numfor utanför nordvästra Nya Guinea
- Cacomantis variolosus variolosus – förekommer i norra och östra Australien (nordöstra Western Australia till södra Victoria); övervintrar i Moluckerna, Små Sundaöarna och nordvästra Nya Guinea
- Cacomantis variolosus macrocercus – förekommer i Bismarckarkipelagen (Niu Briten och Niu Ailan med närliggande öar)
- Cacomantis variolosus websteri – förekommer på Lavongai (Bismarckarkipelagen)
- Cacomantis variolosus fortior – förekommer i D'Entrecasteaux-öarna öster om sydöstra Nya Guinea

Tidigare inkluderades salomonbuskgök, manusbuskgök, sulawesibuskgök och sundabuskgök i arten. 

## Status och hot
Arten har ett stort utbredningsområde, men tros minska i antal, dock inte tillräckligt kraftigt för att den ska betraktas som hotad. Internationella naturvårdsunionen IUCN listar arten som livskraftig (LC). Notera dock att både salomonbuskgök, manusbuskgök, sulawesibuskgök och sundabuskgök inkluderas i bedömningen.